# Oxenstierna af Croneborg
Oxenstierna af Croneborg är en svensk grevlig adelsätt.

## Historik
Medeltida frälse- och riksrådsätt som härstammar från Småland. Äldste kände urkundlige stamfader är Torsten Vigolfsson (levde 1319) som 1292 byter sitt fäderne, gården Wigholfstorp (nu Villstorp) i Forserums socken i Tveta härad mot Fallnafors i Malmbäcks socken i Västra härad i Njudung. Hans barn upptog efter mödernet det vapen som kommit att uppfattas som oxpanna (tyska Stirn = panna) med horn och efter vilket släktmedlemmarna under 1500-talets senare hälft började bilda sitt släktnamn Oxenstirn/Oxenstierna.
Riksdrotset friherre Gabriel Gustafsson Oxenstiernas (1587–1640) söner, guvernören över Ingermanland, friherre Thure Oxenstierna (1614–1669), översten sedermera guvernören över Västernorrland friherre Johan Gabrielsson Oxenstierna (1615–1664) samt de avlidna sönerna, guvernören över Estland, sedermera riksrådet friherre Gustaf Oxenstierna (1613–1648) och kanslirådet, ministern sedermera guvernören i Zweibrücken friherre Gabriel Oxenstierna (1618–1647) upphöjdes i grevlig värdighet den 10 november 1651 på Stockholms slott av drottning Kristina. De introducerades den 15 november 1652 med namnet Oxenstierna af Croneborg (efter grevskapet Kronoborg i Kexholms län i Finland) under nr 10. Ätten utgick på svärdssidan den 30 januari 1803.

## Vapensköld
Sköldmärket beskrivs inte i gravbrevet utan omnämns bara som Oxenstierna vapnet som deras förfäder av ålder fört och brukat, vilket innebär en rödbrun oxpanna som även kan ses på hjälmprynaden med samma färg. Huvudskölden är kvadrerad i fyra fält. Fältet högst upp till vänster och fältet längst ner till höger och består ett blått fält och en beväpnad arm ur ett moln med en krona på handen. Denna symbol han också ses i hjälmprydnaden på dexter sida. Dessa symboler illustrerar att det var riksdrotsens uppgift att bära kronan vid kungliga kröningar. (Oxenstierna hade dock inte levt tillräckligt länge för att vara med om kröningen av drottning Kristina). I de återstående fälten som är vita syns en borg på ett grönt fält. Ur borgen uppstiger ett moln som för en gyllene krona med sig. Denna symbol han också ses i hjälmprydnaden på sinister sida fast utan det gröna fältet. Kompositionen är en bildrebus för grevskapet Kroneborgs namn.

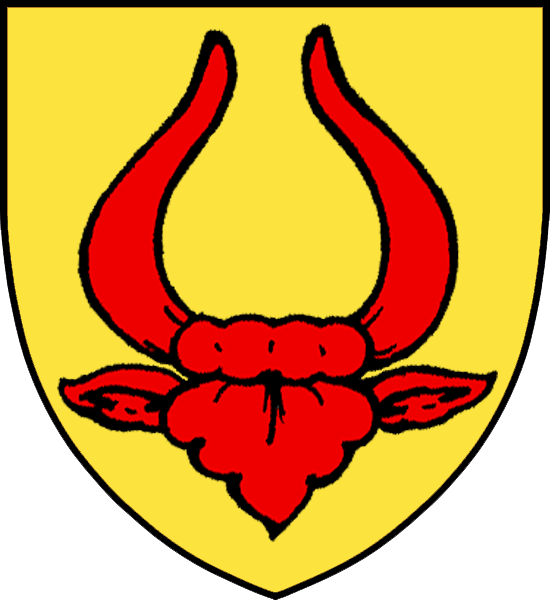
Sköldmärke